# Britische Unterhauswahl Januar 1910
- Labour: 40
- Liberals: 274
- IPP: 71
- Sonst.: 13
- Cons.: 272

Die britische Unterhauswahl im Januar 1910 fand vom 15. Januar bis 10. Februar 1910 statt. Gewählt wurden die 670 Abgeordneten des Unterhauses (House of Commons). Die Wahl fand auf dem Höhepunkt eines Verfassungskonflikts zwischen Unter- und Oberhaus statt.

## Vorgeschichte
Die vorangegangene Unterhauswahl 1906 hatte zu einem eindeutigen Wahlsieg der Liberalen geführt. Premierminister Henry Campbell-Bannerman, der kurz zuvor ins Amt gelangt war, nahm mit seiner Regierung ein umfangreiches Programm in Angriff, das den Umbau des Vereinigten Königreichs in einen Sozialstaat und den Umbau des Britischen Empires in ein Commonwealth einleitete. 1908 wurde der 8-Stunden-Arbeitstag für Bergarbeiter und eine allgemeine Rentenversicherung eingeführt. Die Regierung wurde in ihren Gesetzgebungsvorhaben im Unterhaus überwiegend auch von den irischen Home Rulern (Irish Parliamentary Party und All-for-Ireland League) sowie von Teilen der Labour Party – etwa 15 Abgeordneten der „Liberal-Labor“-Gruppe sowie 14 Abgeordneten der Miners’ Federation –  unterstützt, jedoch stieß sie auf konstante Opposition im Oberhaus, in dem die Konservativen eine solide Mehrheit hatten.

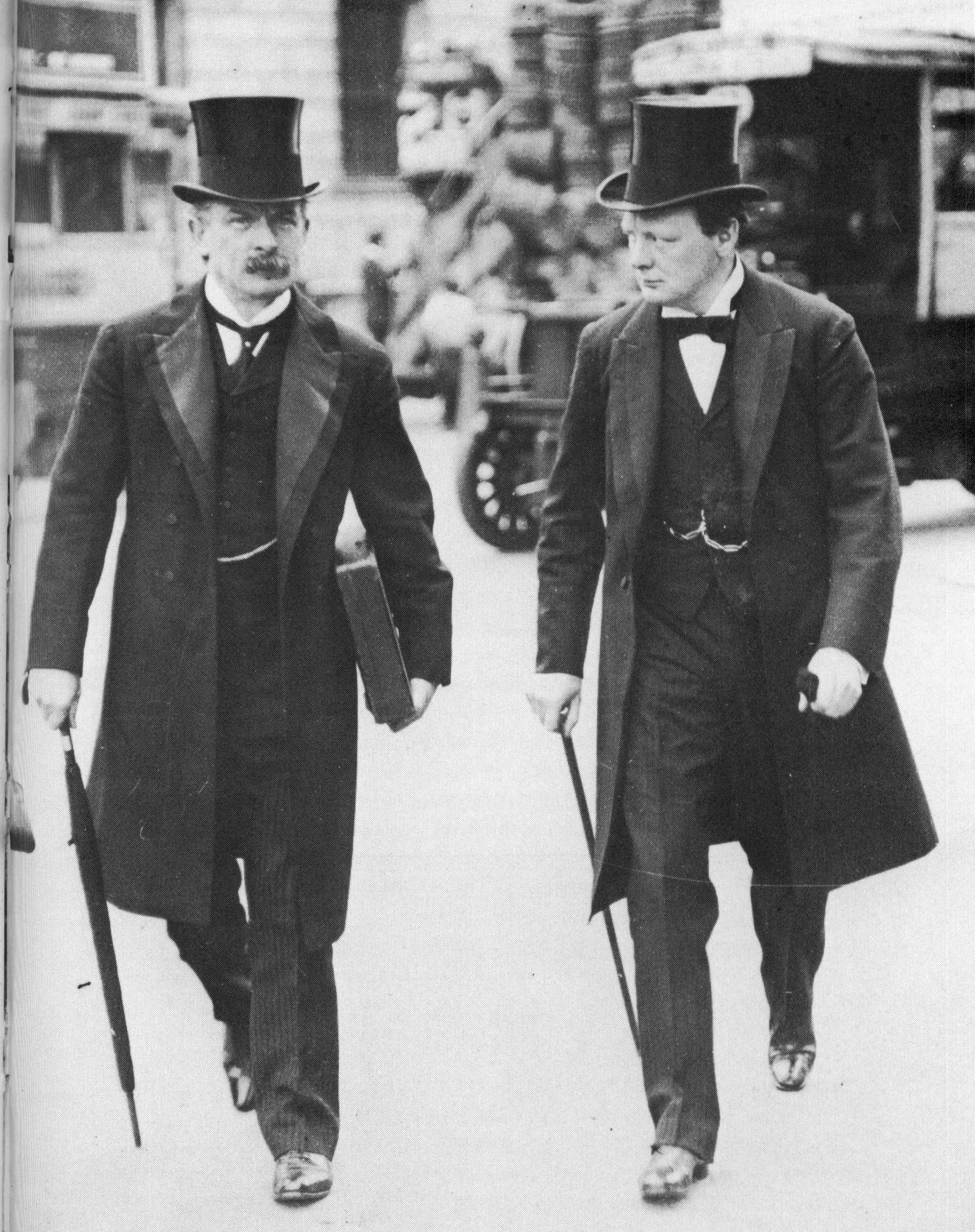
David Lloyd George (links) und Winston Churchill (damals Parteigänger der Liberalen und Unterstaatssekretär für die Kolonien) im Jahr 1907

1908 übernahm Schatzkanzler Herbert Henry Asquith den Vorsitz der Liberalen und das Amt des Premierministers vom erkrankten Henry Campbell-Bannerman. Nachfolger im Amt des Schatzkanzlers wurde David Lloyd George. Im Jahr 1909 stand die Regierung vor großen finanzpolitischen Herausforderungen. Der Bau von Schlachtschiffen im Flottenwettrüsten mit dem Deutschen Reich erforderte Mehrausgaben von 15 Millionen Pfund. Der neue Schatzkanzler nutzte die finanzielle Zwangslage um einen grundlegenden Umbau des Steuersystems vorzunehmen. Das 1909 von ihm vorgelegte people’s budget („Volksbudget“) sah eine gestaffelte Einkommenssteuer und zahlreiche neue „Luxussteuern“, beispielsweise auf Automobile, vor. Beides belastete ganz überwiegend die Wohlhabenden. Am 4. November 1909 wurde der Budgetentwurf mit 379 gegen 149 Stimmen im Unterhaus angenommen. Das Oberhaus lehnte den Gesetzesentwurf am 30. November 1909 in zweiter Lesung mit 350 zu 75 Stimmen ab. Dies stellte eine neue Situation dar, da seit dem Jahr 1860, in dem zum ersten Mal ein Gesamt-Budget vorgelegt worden war, der unausgesprochene Grundsatz gegolten hatte, dass das Oberhaus die Beschlüsse des Unterhauses in diesem Punkt nicht in Frage stellen würde. Auf Initiative von Premierminister Asquith reagierte das Unterhaus mit einer Entschließung, die mit 349 zu 142 Stimmen am 2. Dezember 1909 angenommen wurde und in der die Handlung des Oberhauses als Verfassungsbruch und Usurpation bezeichnet wurde. Im Dezember 1909 bat Premierminister Asquith daraufhin König Edward VII. um Auflösung des Parlaments und Neuwahlen wurden ausgeschrieben.

## Wahlsystem und Parteien
Gewählt wurde nach dem relativen Mehrheitswahl-System in 661 einzelnen Wahlkreisen. Neun weitere Abgeordnete wurden durch Universitäten gewählt. 460 Wahlkreise lagen in England, 30 in Wales, 70 in Schottland und 101 in Irland. Damit war insbesondere Irland deutlich überrepräsentiert und England unterrepräsentiert, und zwar sowohl bezogen auf die Gesamtbevölkerung, als auch auf die männlichen Wähler und die männlichen Wahlberechtigten. Eine streng proportionale Wahlkreiszuteilung hätte für Irland nur zwischen 59 und 67 und für England zwischen 498 und 505 Wahlkreise erbracht. Die Zahl der Wähler und Wahlberechtigten je Wahlkreis war sehr unterschiedlich. Die 12 Wahlkreise mit der geringsten Zahl der Wahlberechtigten hatten zwischen 3050 und 3986 Wahlberechtigte (am geringsten: Whitehaven in Nordwestengland), und die 12 Wahlkreise mit der größten Zahl an Wahlberechtigten hatten zwischen 25.667 und 52.984 (am meisten:
Romford, heute Teil Londons). Personen, die auf öffentliche Armenunterstützung angewiesen waren (paupers, im Jahr 1907 4,8 % der Bevölkerung, etwa 472.000) waren nicht wahlberechtigt, ebenso wenig Bedienstete (male domestic servants, ca. 250.320 Personen).
Insgesamt traten 1.315 Kandidaten an. 75 Kandidaten hatten keinen Gegenkandidaten (6 in England, 63 in Irland und 6 in Universitätswahlkreisen). Die meisten davon, 55, gehörten der Irish Parliamentary Party an, 19 den Konservativen und je einer den Liberal Unionists und den Liberalen. Die verbliebenen 1.240 Kandidaten verteilten sich auf 571 Wahlkreise, in denen 595 Abgeordnete gewählt wurden. Davon waren 24 Zwei-Personen-Wahlkreise und 547 Ein-Personen-Wahlkreise.
177 Kandidaten gehörten weder den Konservativen oder Liberalen Unionisten, noch der Liberal Party an. Unter diesen befanden sich 84 irische Nationalisten, 78 Parteigänger der Labor Party, sieben der Social Democratic Federation, der ältesten sozialistischen Organisation in England, und drei traten als unabhängige Sozialisten an.
Im Wahlregister vom 1. Januar 1910 waren 7.695.717 männliche Personen, die das Alter von 21 Jahren erreicht hatten, enthalten (bei einer Gesamtbevölkerung des Vereinigten Königreichs von damals 45.240.000). Ein erheblicher Teil der erwachsenen männlichen Bevölkerung war jedoch nicht in den Wahlregistern aufgenommen. Dies waren in England und Wales etwa 34,1 %, in Schottland etwa 37,8 % und in Irland etwa 43,1 %. Eine Besonderheit des Wahlrechts war außerdem, dass die in den Wahlregistern aufgenommenen „Personen“ nicht identisch waren mit den tatsächlichen Wählern. Geschätzt etwa 708.486 Personen konnten zumindest prinzipiell in mehr als einem Wahlkreis wählen, weil sie beispielsweise Land in verschiedenen Wahlkreisen besaßen (608.270 Landeigentümer, 52.062 sogenannte Freemen, Freeholders etc.) oder ein zusätzliches Wahlrecht in einem Universitätswahlkreis innehatten (48.154 Universitätsangehörige). Die tatsächliche Zahl der Mehrfachwähler wurde deutlich niedriger geschätzt (auf ca. 450.000), da beispielsweise Freemen etc. nur dann das Wahlrecht einfordern konnten, wenn sie ihren Wohnsitz innerhalb von sieben Meilen vom Ort der Registratur hatten. Unter Abzug der Doppeltwähler konnten damit etwa 4.665.000 männliche Erwachsene, die prinzipiell wahlberechtigt gewesen wären, nicht an der Wahl teilnehmen, weil sie nicht registriert waren.

## Wahlergebnis
1. 1 2  Die Liberalen Unionisten schlossen sich im Unterhaus der konservativen Fraktion an. Ihre Zahl wird in verschiedenen Quellen unterschiedlich angegeben.

Wahlkreisgewinner bei der Wahl. Die meisten Wahlkreise waren Ein-Personenwahlkreise, in einigen wurden jedoch zwei Kandidaten gewählt. Dies ist durch hellere/dunklere Farben bzw. Schraffuren (bei Kandidaten von zwei unterschiedlichen Parteien) deutlich gemacht:
--------

Die Wahlbeteiligung betrug 86,8 % und lag damit höher als die aller vorangegangenen Wahlen.

### Gesamtergebnis
| Partei | Partei                                     | Kandidaten | Kandidaten           | Stimmen   | Stimmen | Stimmen | Sitze  | Sitze |
| Partei | Partei                                     | Gesamt     | ohne Gegen- kandidat | Anzahl    | %       | +/−     | Anzahl | +/−   |
| ------ | ------------------------------------------ | ---------- | -------------------- | --------- | ------- | ------- | ------ | ----- |
|        | Conservative Party und liberale Unionisten | 594        | 19                   | 3.104.407 | 46,8    | +3,4    | 272    | +116  |
|        | Liberal Party                              | 511        | 1                    | 2.866.157 | 43,5    | −5,9    | 274    | −125  |
|        | Labour Party                               | 78         | 0                    | 505.657   | 7,0     | +2,2    | 40     | +11   |
|        | Irische Nationalisten                      | 105        | 55                   | 126.647   | 1,9     | +1,2    | 82     | ±0    |
|        | Sonstige                                   | 27         | 0                    | 64.532    | 0,8     | −0,9    | 2      | −2    |
|        | Gesamt                                     | 1315       | 75                   | 6.667.400 | 100,0   | –       | 670    | –     |

Unter den 272 gewählten Konservativen befanden sich etwa 32 liberale Unionisten und unter den 82 gewählten irischen Nationalisten 11 unabhängige irische Nationalisten bzw. Angehörige der All-for-Ireland League. Unter den 27 angetretenen unabhängigen Kandidaten waren drei Angehörige der Social Democratic Federation, und ein Kandidat der Scottish Prohibition Party. Die beiden gewählten Unabhängigen waren Archibald C. Corbett (Glasgow, unabh. Liberaler) und Samuel Storey (Sunderland, unabh. Kons.).

### Landesteile und Universitäten
| Partei        | Partei                                     | Kandidaten | Kandidaten           | Stimmen   | Stimmen | Stimmen | Sitze   | Sitze   |
| Partei        | Partei                                     | Gesamt     | ohne Gegen- kandidat | Anzahl    | %       | +/−     | Anzahl  | +/−     |
| England       | England                                    | England    | England              | England   | England | England | England | England |
| ------------- | ------------------------------------------ | ---------- | -------------------- | --------- | ------- | ------- | ------- | ------- |
|               | Conservative Party und liberale Unionisten | 453        | 5                    | 2.645.914 | 49,3    | +5,0    | 233     | +111    |
|               | Liberal Party                              | 405        | 1                    | 2.291.062 | 43,0    | −6,0    | 188     | −118    |
|               | Labour Party                               | 62         | 0                    | 403.358   | 6,9     | +1,6    | 33      | +7      |
|               | Irische Nationalisten                      | 1          | 1                    | 2.943     | 0,1     | ±0,0    | 1       | ±0      |
|               | Sonstige                                   | 19         | 0                    | 44.768    | 0,7     | −0,6    | 1       | ±0      |
|               | Gesamt                                     | 940        | 6                    | 5.388.045 | 100,0   | –       | 456     | –       |
| Wales         |                                            |            |                      |           |         |         |         |         |
|               | Conservative Party und liberale Unionisten | 33         | 0                    | 116.769   | 31,9    | −1,9    | 2       | +2      |
|               | Liberal Party                              | 29         | 0                    | 195.288   | 52,3    | −7,9    | 27      | −5      |
|               | Labour Party                               | 5          | 0                    | 60.496    | 14,9    | +11,4   | 5       | +4      |
|               | Sonstige                                   | 2          | 0                    | 5.090     | 0,9     | −1,6    | 0       | −1      |
|               | Gesamt                                     | 69         | 0                    | 377.643   | 100,0   | –       | 34      | –       |
| Schottland    |                                            |            |                      |           |         |         |         |         |
|               | Conservative Party und liberale Unionisten | 70         | 0                    | 260.033   | 39,6    | +1,4    | 9       | −1      |
|               | Liberal Party                              | 68         | 0                    | 354.847   | 54,2    | −2,2    | 58      | ±0      |
|               | Labour Party                               | 10         | 0                    | 37.852    | 5,1     | +2,8    | 2       | ±0      |
|               | Sonstige                                   | 4          | 0                    | 7.710     | 1,1     | −2,0    | 1       | +1      |
|               | Gesamt                                     | 152        | 0                    | 660.442   | 100,0   | –       | 70      | –       |
| Irland        |                                            |            |                      |           |         |         |         |         |
|               | Conservative Party und liberale Unionisten | 29         | 8                    | 68.982    | 32,7    | −14,3   | 19      | +4      |
|               | Liberal Party                              | 7          | 0                    | 20.339    | 9,6     | −10,1   | 1       | −2      |
|               | Labour Party                               | 1          | 0                    | 3.951     | 1,9     | +0,4    | 0       | ±0      |
|               | Irische Nationalisten                      | 104        | 55                   | 123.704   | 54,1    | +30,2   | 81      | ±0      |
|               | Sonstige                                   | 1          | 0                    | 3.553     | 1,7     | −4,3    | 0       | −2      |
|               | Gesamt                                     | 142        | 63                   | 220.529   | 100,0   | –       | 101     | –       |
| Universitäten |                                            |            |                      |           |         |         |         |         |
|               | Conservative Party und liberale Unionisten | 9          | 6                    | 12.709    | 61,3    | +0,7    | 9       | ±0      |
|               | Liberal Party                              | 2          | 0                    | 4.621     | 22,3    | +2,9    | 0       | ±0      |
|               | Sonstige                                   | 1          | 0                    | 3.411     | 16,4    | −3,6    | 0       | ±0      |
|               | Gesamt                                     | 12         | 6                    | 20.741    | 100,0   | –       | 9       | –       |

## Bewertung des Wahlergebnisses und die Folgen
Die Wahl führte zu einem hung parliament mit einem Patt zwischen der Konservativen Partei und der Liberalen Partei. Asquith bildete daraufhin mit Unterstützung der Irish Parliamentary Party eine Regierung. Die Blockade des Haushalts durch das Oberhaus konnte nicht überwunden werden und so bat Asquith König Georg V. im November 1910 um Auflösung des Unterhauses und Neuwahlen im Dezember.